# Oocatochus rufodorsatus
Oocatochus rufodorsatus is een slang uit de familie toornslangachtigen (Colubridae) en de onderfamilie Colubrinae.

## Naam en indeling
De wetenschappelijke naam van de soort werd voor het eerst voorgesteld door Theodore Edward Cantor in 1842. Oorspronkelijk werd de wetenschappelijke naam Tropidonotus rufodorsatus gebruikt. De slang werd in 2001 door Notker Helfenberger in het geslacht Oocatochus geplaatst, het is de enige soort uit dit monotypische geslacht.
De slang werd lange tijd tot het geslacht Tropidonotus gerekend, en later tot de toornslangen (Coluber). Hierdoor worden de verouderde wetenschappelijke namen nog wel in de literatuur gebruikt.

## Verspreiding en habitat
Oocatochus rufodorsatus komt voor in delen van Azië en leeft in de landen China, Korea, Rusland en Taiwan.
De habitat bestaat uit graslanden en zoetwatermeren, ook in door de mens aangepaste streken zoals rijstvelden, kanalen en wateropslagputten kan de slang worden aangetroffen.

## Beschermingsstatus
Door de internationale natuurbeschermingsorganisatie IUCN is de beschermingsstatus 'veilig' toegewezen (Least Concern of LC).